# Віолончель
Віолонче́ль, також уживається віолонче́ля та віольонче́ля (італ. violoncello, зменш. від violone — контрабас, скор. че́льо cello; фр. violoncelle; англ. cello) — струнний смичковий музичний інструмент, родини скрипкових, басо-тенорового регістру. Музиканта, що грає на віолончелі називають віолончелі́стом.

## Походження віолончелі
Поява віолончелі сягає початку XVI століття. Спочатку її застосовували як басовий інструмент для супроводу співу або виконання на інструменті вищого регістру. Існували численні різновиди віолончелі, що відрізнялися один від одного розмірами, кількістю струн, строєм (найчастіше зустрічалася настройка на тон нижче сучасної).
У XVII—XVIII століттях зусиллями видатних музичних майстрів італійських шкіл (Ніколо Аматі, Джузеппе Гварнері, Антоніо Страдіварі, Карло Бергонці, Матео Гофрілєра, Доменіко Монтаньяна та ін.) була створена класична модель віолончелі з твердо усталеним розміром корпусу. Наприкінці XVII століття з'явилися перші сольні твори для віолончелі — сонати та ричеркари Джованні Габріелі. До середини XVIII століття віолончель починають використовувати як концертний інструмент, завдяки яскравішому й повнішому звуку та покращуваній техніці виконання остаточно вона витісняє з музичної практики віолу да гамбу. Віолончель також входить до складу симфонічного оркестру та камерних ансамблів. Остаточне затвердження віолончелі як одного з провідних інструментів у музиці відбулося в XX столітті зусиллями видатного музиканта Пабло Казальса. Розвиток шкіл виконання на цьому інструменті призвело до появи численних віолончелістів-віртуозів, які регулярно виступають із сольними концертами.

## Конструкція
Віолончелі зазвичай виготовляють із дерева, хоча інколи застосовують й інші матеріали, наприклад вуглепластик або алюміній. Традиційно верхню деку виготовляють з ялини, нижню деку, обичайки (бокові частини) й шию — з клену. Інші різновиди дерев, як-от тополю або вербу, іноді використовують для спини та боків. Дешевші віолончелі часто мають вершини та спини зроблені з фанери.
Верхню і нижню деки традиційно виготовляють ручним різьбленням, хоча для дешевших інструментів застосовують машинну обробку. Обичайки, або ребра, виготовлені шляхом нагрівання деревини та її згинання за заданою формою. Корпус віолончелі — широкий зверху, зі звуженням посередині, що утворюється двома C-подібними вигинами, і ширше внизу. На верхній деці розташовується з моста⁣, а також ефи. Загальна довжина віолончелі 1550—1560 мм, довжина корпуса 760 мм.

## Техніка гри на віолончелі

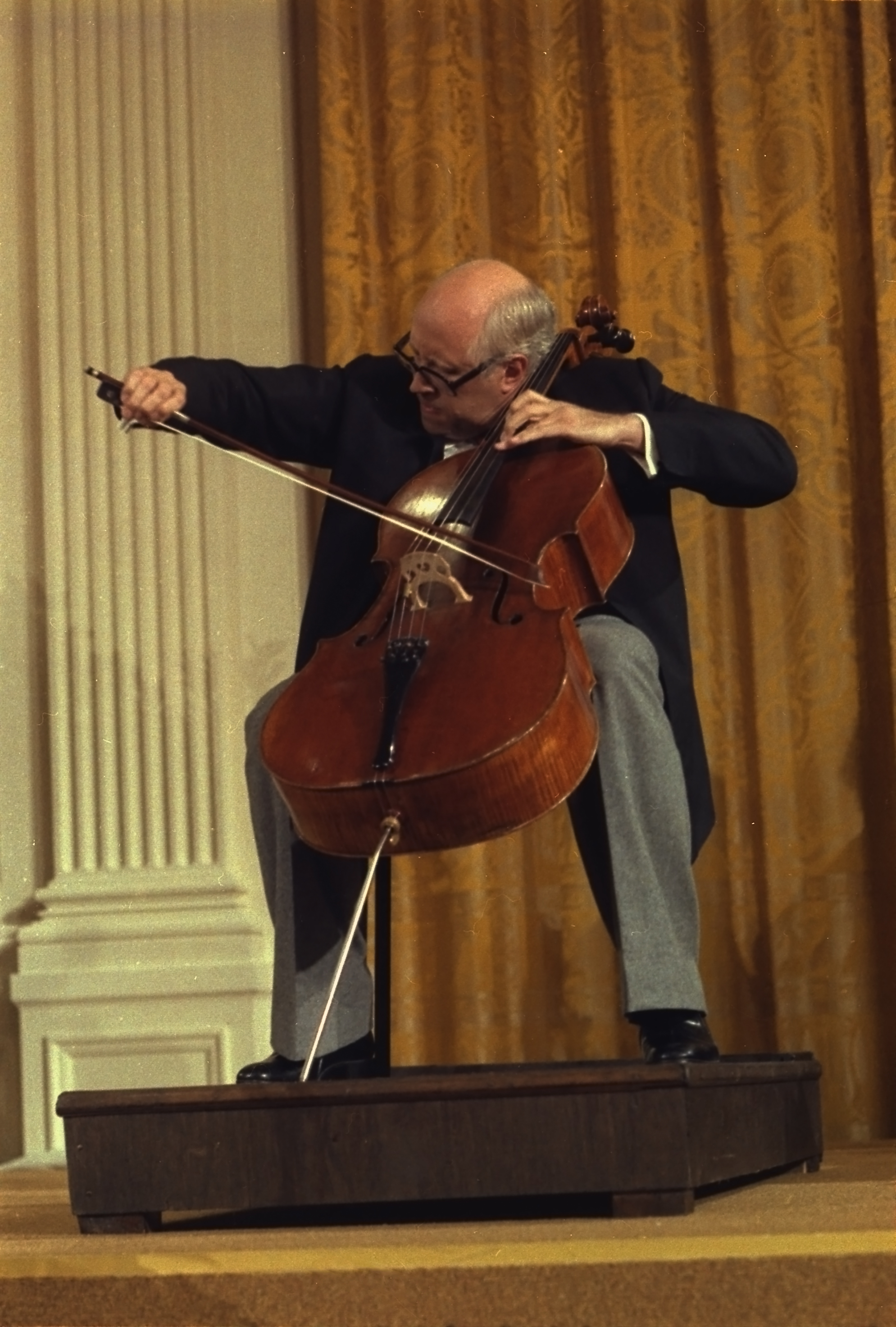
Мстислав Ростропович з віолончеллю Дюпора роботи Страдіварі.

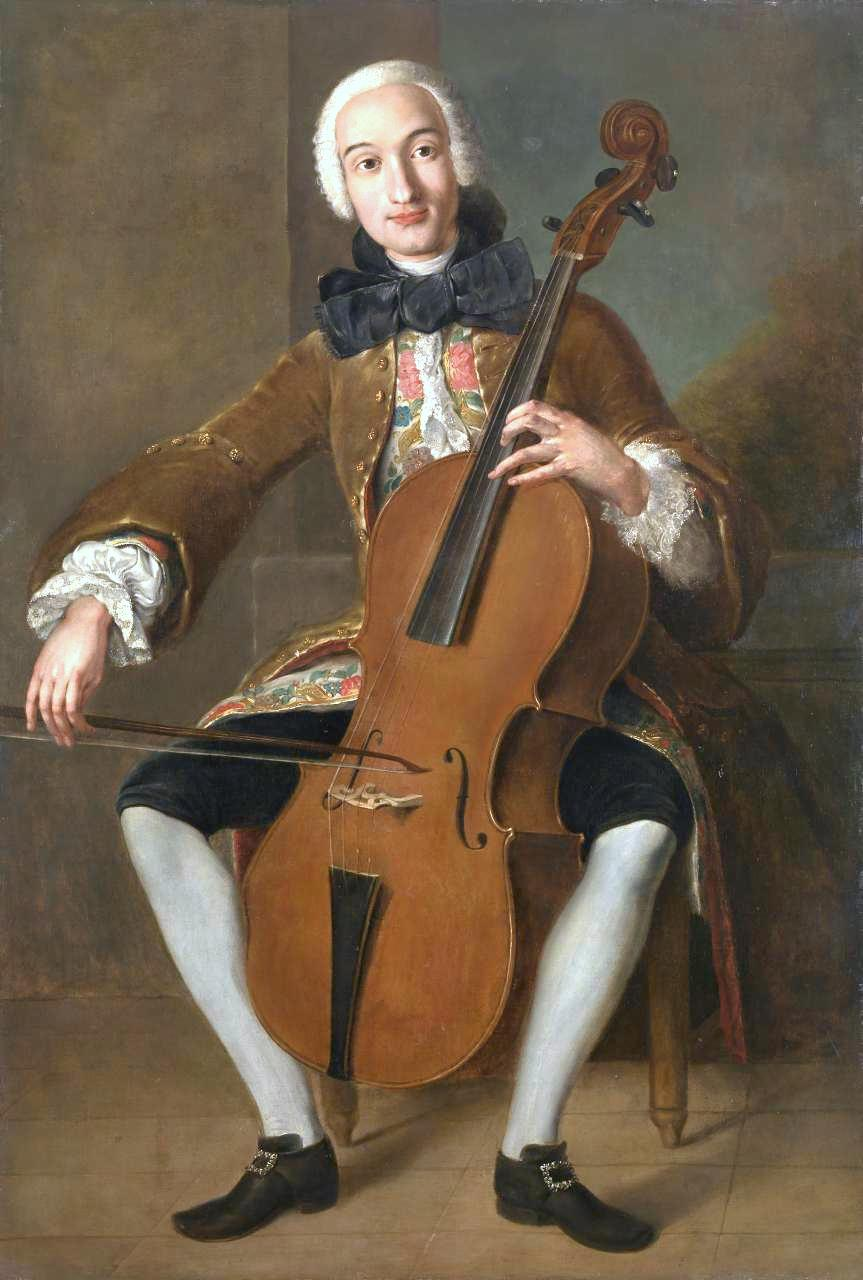
До появи в конструкції віолончелі шпиля інструмент утримували литками ніг.

При грі виконавець спирає віолончель на підлогу шпилем, що набув поширення лише наприкінці XIX століття (до цього інструмент утримували литками ніг). На сучасних віолончелях широко застосовують винайдений французьким віолончелістом П. Тортельє вигнутий шпиль, який надає інструменту пологіше положення, дещо полегшуючи техніку гри.
Принципи гри та штрихи при виконанні на віолончелі — ті ж, що й на скрипці, проте, внаслідок великих розмірів інструменту та іншого положення виконавця, техніка гри на віолончелі ускладнена. Застосовують флажолети, піцикато, ставку великого пальця та інші прийоми гри.
Віолончель широко поширена як сольний інструмент, групу віолончелей використовують у струнному та симфонічному оркестрах, віолончель — обов'язковий учасник струнного квартету, в якому є найнижчим (крім контрабаса, який іноді в ньому застосовують) з інструментів за звучанням, також часто застосовують в інших складах камерних ансамблів. В оркестровій партитурі партія віолончелей пишеться між партіями альтів та контрабасів.

## Стрій та діапазон
4 струни настроєні по чистих квінтах — С, G, d, a. Діапазон — від С до a2 і вище. Ноти для віолончелі пишуться в басовому, теноровому та скрипковому (в верхньому регістрі) ключах. В партитурі для симфонічного оркестру партії віолончелей пишуться між партіями альтів та контрабасів.

## Використання
Віолончель використовують як сольний інструмент, групу віолончелей використовують у струнному та симфонічному оркестрах, віолончель — обов'язковий учасник струнного квартету, в якому є найнижчим (крім контрабаса, який іноді в ньому застосовують) з інструментів за звучанням, її також часто застосовують в інших складах камерних ансамблів. В оркестровій партитурі партія віолончелей пишеться між партіями альтів та контрабасів.
Репертуар сольної віолончелі широкий. Концерти для віолончелі з оркестром писали А. Вівальді (25 концертів), Л. Боккеріні (12), Й. Гайдн, К. Сен-Санс (2), А. Дворжак (2). У 20 столітті низка творів для віолончелі з оркестром повстали завдяки виконавській діяльності М. Ростроповича, серед їх авторів — С.Прокоф'єв, В. Лютославський, Д. Шостакович, Б. Бріттен, М. Волинський.
Популярним є також жанр сонати для віолончелі та фортепіано, в якому працювали такі композитори як Бетховен, Мендельсон, Шопен, Брамс, Гріг, Рахманінов, Дебюссі, Форе, Шостакович, Прокоф'єв, Пуленк, Бріттен. Серед українських композиторів — Іван Карабиць, Євген Станкович, Валентин Сильвестров.
Інші часто виконувані п'єси для віолончелі та фортепіано — це п'ять п'єс Р. Шумана (Stücke їм Volkston) та транскрипція Сонати Арпеджіоне Шуберта (початково написана для арпеджіоне та фортепіано), італійська сюїта з балету Стравінського Пульчінелла. Серед українських творів — мазурки на польські теми Б. Лятошинського, балада Л. Ревуцького, «Медитація» для віолончелі та симфонічного оркестру В. Сильвестрова. Багато сучасних творів українських авторів з'явилося завдяки композиторській та виконавській творчості Золтана Алмаші.